# 海南耳草
海南耳草（学名：Hedyotis hainanensis）为茜草科耳草属下的一个种。其种加词“hainanensis”意为“海南的”。